# Boxe nos Jogos Pan-Americanos de 2015 - Peso médio feminino
A categoria médio feminino do boxe nos Jogos Pan-Americanos de 2015 foi disputada entre 20 e 24 de julho no Centro Esportivo Oshawa em Oshawa, Ontário.

## Calendário
Horário local (UTC-4).
| Data        | Horário | Fase             |
| ----------- | ------- | ---------------- |
| 20 de julho | 16:05   | Quartas-de-final |
| 21 de julho | 22:05   | Semifinal        |
| 24 de julho | 21:10   | Final            |

## Medalhistas
| Ouro   | USA Claressa Shields              |
| Prata  | DOM Yenebier Guillén              |
| Bronze | CAN Ariane Fortin ARG Lucía Pérez |

## Resultados

### Chave
|  | Quartas-de-final      | Quartas-de-final      | Quartas-de-final |  |  | Semifinal            | Semifinal            | Semifinal            |   |                      | Final                | Final | Final |
|  |                       |                       |                  |  |  |                      |                      |                      |   |                      |                      |       |       |
|  | USA Claressa Shields  | USA Claressa Shields  | 3                |  |  |                      |                      |                      |   |                      |                      |       |       |
|  | BRA Flávia Figueiredo | BRA Flávia Figueiredo | 0                |  |  | USA Claressa Shields | USA Claressa Shields | 3                    |   |                      |                      |       |       |
|  | ARG Lucía Pérez       | ARG Lucía Pérez       | 2                |  |  | ARG Lucía Pérez      | ARG Lucía Pérez      | 0                    |   |                      |                      |       |       |
|  | COL Jessica Caicedo   | COL Jessica Caicedo   | 0                |  |  |                      |                      |                      |   | USA Claressa Shields | USA Claressa Shields | 3     |       |
|  | DOM Yenebier Guillén  | DOM Yenebier Guillén  | TKO R2 1:20      |  |  |                      | DOM Yenebier Guillén | DOM Yenebier Guillén | 0 |                      |                      |       |       |
|  | TTO Chimere Taylor    | TTO Chimere Taylor    |                  |  |  | DOM Yenebier Guillén | DOM Yenebier Guillén | 2                    |   |                      |                      |       |       |
|  | VEN Francelis Carmona | VEN Francelis Carmona | 0                |  |  | CAN Ariane Fortin    | CAN Ariane Fortin    | 0                    |   |                      |                      |       |       |
|  | CAN Ariane Fortin     | CAN Ariane Fortin     | 3                |  |  |                      |                      |                      |   |                      |                      |       |       |
|  |                       |                       |                  |  |  |                      |                      |                      |   |                      |                      |       |       |
|  |                       |                       |                  |  |  |                      |                      |                      |   |                      |                      |       |       |